# 西津軽能代沿岸道路
西津軽能代沿岸道路（にしつがるのしろえんがんどうろ）は、青森県西津軽郡鰺ヶ沢町から秋田県能代市へ至る、総延長約90 km（青森県60 km、秋田県30 km）の地域高規格道路の路線名である。
この路線の下地となる国道101号は秋田県と青森県の県境がある日本海沿岸を通り、内陸には世界遺産白神山地がある。通過自治体である能代市、八峰町、鯵ケ沢町、深浦町は「西津軽能代沿岸道路建設促進期成同盟会」と「国道101号整備促進期成同盟会」を組織している。
全線が候補路線であり、建設を行うためには計画路線への格上げが必要となる。津軽自動車道、日本海沿岸東北自動車道などと共に日本海側地域の高速交通の要となる路線である。実現した場合、津軽自動車道（鰺ヶ沢IC）、秋田自動車道（能代南IC）との接続が予定されており、西津軽能代沿岸道路はこの二つの自動車道を繋げる沿岸ルートとなる。

## 歴史
- 1994年12月16日 - 候補路線指定。

## 通過する自治体
青森県
西津軽郡鰺ヶ沢町 - 深浦町
秋田県
山本郡八峰町 - 能代市

## 関連する道路
- 国道101号
- 秋田自動車道
- 津軽自動車道
- 東北自動車道
- 日本海沿岸東北自動車道